# Calciborita
La calciborita és un mineral de la classe dels borats. Rep el seu nom de la seva composició química, formada per calci i bor.

## Característiques
La calciborita és un borat de fórmula química Ca(B₂O₄). Cristal·litza en el sistema ortoròmbic. Es troba en forma de cristalls prismàtics, d'aproximadament 1,5 cm, en grups radials i feixos, fent intercreixements amb la sibirskita.
Segons la classificació de Nickel-Strunz, la calciborita pertany a «06.BC - Inodiborats amb triangles i/o tetraedres» juntament amb els següents minerals: vimsita, sibirskita i parasibirskita.

## Formació i jaciments
Va ser descoberta l'any 1955 al dipòsit de bor i coure de Novofrolovskoye, a Turjinsk, Krasnoturjinsk (óblast de Sverdlovsk, Rússia). També ha estat descrita a la mina Fuka (illa de Honshu, Japó). Sol trobar-se associada a altres minerals com: sibirskita, calcita, dolomita, granat, magnetita i piroxens.